# Warrumbungle-Nationalpark
Der Warrumbungle-Nationalpark (englisch Warrumbungle National Park) liegt im Bundesstaat New South Wales, Australien, 450 Kilometer nordwestlich von Sydney. In der Nähe des Parks befindet sich die Stadt Coonabarabran. Von dort führt eine 35 Kilometer lange asphaltierte Straße, der John Renshaw Parkway, direkt in den Park. Die Bezeichnung des Parks Warrumbungle stammt von den Aborigines und bedeutet krumme Berge. Der Park wurde im Jahre 1953 eingerichtet und umfasst eine Fläche von 236,21 Quadratkilometern. Am 12. Juli 2006 wurde er in die Nationalerbe-Liste aufgenommen. Seit 2016 ist er auch als International Dark Sky Park anerkannt.

## Geologie, Flora, Fauna
Der Park zeigt eine Reihe bizarrer Felsen aus Basalt. Der bekannteste ist das sogenannte Breadknife (Brotmesser), das mit einer Stärke von zwei bis sechs Metern 90 Meter senkrecht nach oben ragt. Diese Felsspitze und weitere Felsentürme zeigen, dass vor 13 Millionen Jahren in die Risse und Klüfte einer Gesteinsformation aus Sandstein glühende Lava eindrang und erkaltete. Erosion und Verwitterungsprozesse trugen in den Jahrmillionen das weiche Gestein ab und das harte Basaltgestein widerstand. In dem Park finden sich zahlreiche Minerale wie beispielsweise Quarze und versteinerte Fossilien. In Coonabarabran befindet sich die Mineralienausstellung Crystal Kingdom, die von einem Deutsch-Australier betrieben wird.
Zu den heimischen Säugetierarten des Parks zahlen Koalas, Kurzschnabeligel, Fuchskusus, Riesengleitbeutler und fünf Känguru-Arten. Besonders häufig trifft man das Östliche Graue Riesenkänguru, während das Bürstenschwanz-Felskänguru durch Konkurrenz verwilderter Ziegen sehr selten geworden ist. Die drei anderen Känguru-Arten sind Rotnackenwallaby, Sumpfwallaby und Bergkänguru. Daneben gibt es zahlreiche Vogelarten und Reptilien. Mehr als 600 Pflanzenarten wurden gezählt. Im Park gibt es mehrere gut ausgebaute Wanderwege und Klettermöglichkeiten.
Im Januar 2013 haben Buschfeuer große Flächen in und um den Park verwüstet.

## Einrichtungen und Lichtschutz
Im Park befinden sich Rastplätze sowie ein Campingplatz.
Am Rand des Parks liegt auf dem Mount Woorut (1156 m), das größte Sternenobservatorium Australiens, das Siding-Spring-Observatorium. Für dieses Observatorium besteht ein Lichtschutzgebiet, das bisher einzige in Australien (Stand Anfang 2019). Es wurde 2016 von der International Dark Sky Association als International Dark Sky Place anerkannt, ist als Dark Sky Park gelistet, und mit dem Prädikat Gold, der höchsten Qualitätsstufe nächtlicher Dunkelheit, prämiert. Das Lichtschutzgebiet umfasst 23.460 ha.